# Сан-Домінго
Про столицю Домініканської республіки див. Санто-Домінго.
Сан-Домінго (фр. Saint-Domingue фр. вимова: [sɛ̃ dɔmɛ̃ɡ] ( прослухати)) — колишня французька колонія на острові Гаїті, що існувала з 1659 по 1804, перед тим, як стати незалежною державою Республікою Гаїті.
Сан-Домінго — французький варіант іспанського імені Санто-Домінго. До приходу іспанців острів займали араваки, кариби та таїно. Коли Христофор Колумб оголосив права Іспанії на острів (5 грудня 1492), він назвав його Еспаньйола, що означає «іспанський (острів)».
Іспанія контролювала весь острів Еспаньйола (також званий Санто-Домінго або Сан-Домінго) з 1490-х до XVII століття, коли французькі буканьєри почали влаштовуватися в західній частині острова, що була закинута іспанськими поселенцями (спочатку на острові Тортуга і на Гран-Тер — самому Гаїті). Франція назвала західну частину острова Сан-Домінго.
В 1697 за Рейсвейкським мирним договором Іспанія офіційно визнала французькою західну третину острова. 
В 1804 Сан-Домінго стало незалежною державою Гаїті.

## Заснування
Французькі буканьєри влаштувалися на острові Тортуга в 1625 . Вони жили за рахунок піратських нападів на іспанські судна, полювання на здичавілу худобу та продажу шкур. Хоча іспанці кілька разів знищували поселення буканьєрів, ті при першій же можливості поверталися, що було викликано великою кількістю природних ресурсів — деревини, здичавілої худоби та питної води. Офіційне поселення на Тортузі було засновано в 1659 за дорученням французького короля Людовика XIV.
Серед буканьєрів був відомий Бертран д'Ожеро, який зіграв помітну роль в освоєнні Сан-Домінго. Він заохочував вирощування тютюну, що призвело до витіснення буканьєрів і флібустьєрів хліборобами. Д'Ожеро також залучив безліч поселенців з Мартиніки та Гваделупи, витіснених через брак землі, викликаної розширенням цукрових плантацій в цих колоніях. Але в 1670, незабаром після заснування Кап-Франсуа (пізніше Кап-Франсе, сучасний Кап-Аїтьєн), настала тютюнова криза, і значна кількість плантацій була занедбана. Виросла слава піратства; почастішали грабежі, подібні нападу на Веракрус в 1683 або Кампече в 1686. Разом з тим стали з'являтися плантації індиго та цукрової тростини. Перший цукровий млин був побудований в 1685 .
В 1697 за Рейсвейкським мирним договором Іспанія офіційно передала Франції західну третину острова.

## Піднесення колонії
До Семирічної війни (1756–1763) економіка Сан-Домінго поступово розширювалася, а цукор і, пізніше, кава стали важливими експортними культурами. Після війни, яка порушила морську торгівлю, колонія зазнала швидкого розширення. У 1767 році вона експортувала 72 мільйони фунтів цукру-сирцю і 51 мільйон фунтів рафінованого цукру, мільйон фунтів індиго і два мільйони фунтів бавовни. Сан-Домінго стала відома як "Перлина Антильських островів" - одна з найбагатших колоній у світі у Французькій імперії 18-го століття. Це була найбільша перлина в меркантильної короні імперської Франції. До 1780-х років Сан-Доминго виробив близько 40 відсотків всього цукру і 60 відсотків всієї кави, споживаної в Європі. Ця єдина колонія, приблизно розміром з Гаваї або Бельгію, справила більше цукру і каву, ніж всі британські колонії у Вест-Індії разом узяті, приносячи величезні доходи французькому уряду і посилюючи його владу.

## Кінець колоніального правління
У 1758 році білі землевласники на Еспаньйолі почали обмежувати права і створювати закони, щоб виключити мулатів і чорношкірих, створивши жорстку класову систему. На кожного білого було десять чорних людей. У Франції більшість Генеральних штатів, дорадчого органу короля, сформувалася як Національна асамблея, внесла радикальні зміни у французькі закони, а 26 серпня 1789 року опублікувала Декларацію прав людини, оголосивши всіх людей вільними і рівними. Французька революція сформувала хід конфлікту в Сан-Домінго і спочатку була широко прийнята на острові. Спочатку багаті білі бачили це як можливість отримати незалежність від Франції. Елітні плантатори мали намір взяти під свій контроль острів і створити торговельні регулювання для подальшого розвитку власного багатства і влади.
Між 1791 і 1804 роками лідери Франсуа Домінік Туссен Лувертюр і Жан-Жак Дессалін очолили революцію проти рабовласницької системи, створеної на острові; рабство у Сан-Домінго, поряд з іншими карибськими колоніями з французької колоніальної імперії, було третім за величиною джерелом доходу для Франції. Вони були натхненні хоунгамі, чаклунами або священиками гаїтянських вуду, Дутті Букман і Франсуа Маккандаль.
Лежер-Фелісіте Сонтона з вересня 1792 по 1795 був де-факто правителем Сан-Домінго. Він був французьким жирондистом і аболіціоністом під час Французької революції, який контролював 7 000 французьких військ у Сан-Домінгу під час Гаїтянської революції. Його офіційним званням був цивільний комісар. Протягом року після його призначення його повноваження були значно розширені Комітетом громадського порятунку. Сонтона вважав, що білі Сан-Домінго, більшість з яких були іспанського походження, були консерваторами-роялістами або сепаратистами, які прагнули до незалежності або Іспанії як спосіб зберегти свої рабовласницькі плантації. Він атакував військову міць білих поселенців і тим самим відштовхнув колоністів від французького уряду. Багато жителів колонії, що належать до різних рас, стверджували, що вони можуть сформувати військовий кістяк Сан-Домінго, якщо їм будуть надані права, але Сонтона відкинув цю точку зору як застарілу після повстання рабів в серпні 1791 року. Він вважав, що Сан-Домінго знадобляться колишні солдати-раби в рядах колоніальної армії, щоб вижити. Хоча він спочатку не мав наміру звільняти рабів, до жовтня 1793 він заборонив рабство, щоб зберегти свою владу.
У 1799 році Туссен Лувертюр ввів під французьке правління закон, який скасував рабство, і приступив до програми модернізації. Він став господарем всього острова.
У листопаді 1799, під час триваючої війни в Сан-Домінго, Наполеон Бонапарт здобув владу у Франції. Він прийняв нову конституцію, яка оголошує, що на колонії поширюються особливі закони. Хоча колонії підозрювали, що це означало відновлення рабства, Наполеон почав з підтвердження позиції Лувертюра і пообіцяв зберегти заборону. Він також заборонив Лувертюру контролювати колишнє іспанське поселення на східній стороні Еспаньйоли, оскільки це дало б йому більш потужну оборонну позицію. У січні 1801 р. Лувертюр і Гіацинт Моісе вторглися в іспанські поселення, захопивши з собою губернатора Дона Гарсію, з невеликими труднощами.